# Ariton
Ariton – miasto w Stanach Zjednoczonych, w stanie Alabama, w hrabstwie Dale. W roku 2023 miasto zamieszkiwały 662 osoby, a gęstość zaludnienia wynosiła 50,5 osoby/km².